# 284 Amalija
284 Amalija (mednarodno ime 284 Amalia) je asteroid v glavnem asteroidnem pasu. Kaže značilnosti dveh tipov asteroidov (X in C).

## Odkritje
Asteroid je odkril francoski astronom Auguste Honoré Charlois ( 1864 – 1910) 29. maja 1889 v Nici.. 

## Lastnosti
Asteroid Amalija obkroži Sonce v 3,62 letih. Njegova tirnica ima izsrednost 0,223, nagnjena pa je za 8,062° proti ekliptiki. Njegov premer je 52,95 km, okoli svoje osi se zavrti v 8,545 h .